# Puccinia entrerriana
Puccinia entrerriana ist eine Ständerpilzart aus der Ordnung der Rostpilze (Pucciniales). Der Pilz ist ein Endoparasit der Süßgrasgattung Stipa. Symptome des Befalls durch die Art sind Rostflecken und Pusteln auf den Blattoberflächen der Wirtspflanzen. Sie ist ein Endemit Argentiniens.

## Merkmale

### Makroskopische Merkmale
Puccinia entrerriana ist mit bloßem Auge nur anhand der auf der Oberfläche des Wirtes hervortretenden Sporenlager zu erkennen. Sie wachsen in Nestern, die als gelbliche bis braune Flecken und Pusteln auf den Blattoberflächen erscheinen.

### Mikroskopische Merkmale
Das Myzel von Puccinia entrerriana wächst wie bei allen Puccinia-Arten interzellulär und bildet Saugfäden, die in das Speichergewebe des Wirtes wachsen. Aecien oder Spermogonien der Art sind nicht bekannt, gleiches gilt für ihre Uredien. Die zimtbraunen Uredosporen sind ellipsoid bis eiförmig, 20–24 × 18–21 µm groß und fein stachelwarzig. Die blattoberseitig wachsenden Telien der Art sind schokoladenbraun, pulverig und früh unbedeckt. Die goldenen oder klar haselnussbraunen Teliosporen sind zweizellig, bisweilen längsseptiert, in der Regel spindelförmig-ellipsoid bis ellipsoid und 38–52 × 16–22 µm groß. Ihre Stiele sind hell gelblich bis farblos und bis zu 150 µm lang.

## Verbreitung
Das bekannte Verbreitungsgebiet von Puccinia entrerriana umfasst lediglich Argentinien.

## Ökologie
Die Wirtspflanze von Puccinia entrerriana ist eine nicht näher bestimmte Stipa-Art. Der Pilz ernährt sich von den im Speichergewebe der Pflanzen vorhandenen Nährstoffen, seine Sporenlager brechen später durch die Blattoberfläche und setzen Sporen frei. Die Art verfügt über einen Entwicklungszyklus, von dem bislang lediglich Telien sowie deren Wirt bekannt sind; Uredien, Spermogonien und Aecien konnten dem Pilz nicht zugeordnet werden.